# Laperrière-sur-Saône
Laperrière-sur-Saône to miejscowość i gmina we Francji, w regionie Burgundia-Franche-Comté, w departamencie Côte-d’Or.
Według danych na rok 1990 gminę zamieszkiwało 325 osób, a gęstość zaludnienia wynosiła 29 osób/km² (wśród 2044 gmin Burgundii Laperrière-sur-Saône plasuje się na 592. miejscu pod względem liczby ludności, natomiast pod względem powierzchni na miejscu 845.).